# Варм-Рівер (Айдахо)
Варм-Рівер (англ. Warm River) — місто в окрузі Фремонт, штат Айдахо, США. Згідно з переписом 2010 року населення становило 3 особи, що на 7 осіб менше, ніж 2000 року.

## Географія
Варм-Рівер розташований за координатами 44°7′15″ пн. ш. 111°19′16″ зх. д. / 44.12083° пн. ш. 111.32111° зх. д. (44.120966, -111.321178).  За даними Бюро перепису населення США в 2010 році місто мало площу 1,91 км², з яких 1,87 км² — суходіл та 0,03 км² — водойми. В 2017 році площа становила 1,76 км², з яких 1,72 км² — суходіл та 0,03 км² — водойми.

## Демографія

### Перепис 2010 року
За даними перепису 2010 року, у місті проживало 3 особи у 2 домогосподарствах у складі 0 родин. Густота населення становила 1,6 ос./км². Було 5 помешкань, середня густота яких становила 2,7/км². Расовий склад міста: 100,0% білих.
Обидва домогосподарства не були родинами. 50,0% домогосподарств складалися з однієї особи, у тому числі 50% віком 65 і більше років. У середньому на домогосподарство припадало 1,50 мешканця, а середній розмір родини становив 0,00 особи.
Середній вік жителів міста становив 56,5 року. Із них 0,0% були віком до 18 років; 0,0% — від 18 до 24; 0,0% від 25 до 44; 66,7% від 45 до 64 і 33,3% — 65 років або старші. Статевий склад населення: 33,3% — чоловіки і 66,7% — жінки.

### Перепис 2000 року
Згідно з переписом 2000 року, у місті проживало 10 осіб у 3 домогосподарствах у складі 3 родин. Густота населення становила 5,2 ос./км². Було 4 помешкання, середня густота яких становила 2,1/км². Расовий склад міста: 100,00% білих.
Із 3 домогосподарств жодне не мало дітей віком до 18 років, які жили з батьками; 33,3% були подружжями, які жили разом; 33,3% мали господиню без чоловіка, і 0,0% не були родинами. Середній розмір домогосподарства і родини становив 3,33 особи.
Віковий склад населення: 30,0% від 18 до 24, 20,0% від 25 до 44, 10,0% від 45 до 64 і 40,0% від 65 років і старші. Середній вік жителів — 45 років. Статевий склад населення: 60,0 % — чоловіки і 40,0 % — жінки.
Середній дохід домогосподарств у місті становив $51 250, родин — $51 250. Середній дохід чоловіків становив $8 750 проти $0 у жінок. Дохід на душу населення в місті був $23 022. Жоден з жителів не перебував за межею бідності.